# (463962) 2014 VL23
(463962) 2014 VL23 es un asteroide perteneciente al cinturón de asteroides, descubierto el 7 de febrero de 2006 por el equipo Spacewatch desde el Observatorio Nacional de Kitt Peak (Arizona, Estados Unidos).